# Verticordia huegelii
Verticordia huegelii är en myrtenväxtart som beskrevs av Stephan Ladislaus Endlicher. Verticordia huegelii ingår i släktet Verticordia och familjen myrtenväxter.

## Underarter
Arten delas in i följande underarter:
- V. h. decumbens
- V. h. huegelii
- V. h. stylosa
- V. h. tridens